# Holger Winselmann
Holger Winselmann (* 11. November 1963 in Magdeburg) ist ein ehemaliger deutscher Handballspieler. 
Der Rechtsaußen begann 1974 mit dem Handballsport. 1983 wurde er mit dem SC Magdeburg erstmals Meister der DDR. Im gleichen Jahr debütierte er in der Nationalmannschaft der DDR. 1984, 1985 und 1988 gewann er drei weitere Meistertitel, 1991 wurde er mit dem SC Magdeburg Ostmeister. 1990 gewann er den Pokal der DDR. 
Sein größter Erfolg mit der DDR-Nationalmannschaft war die Bronzemedaille bei der Weltmeisterschaft 1986. Bei den Olympischen Spielen 1988 in Seoul belegte die Mannschaft der DDR mit ihm den siebten Platz. 1984 wurde er mit anderen Spielern der DDR-Nationalmannschaft mit dem Vaterländischen Verdienstorden in Gold ausgezeichnet.
Nach der Wende spielte er in der gesamtdeutsche Nationalmannschaft und wechselte sich auf der Rechtsaußenposition mit Bernd Roos ab. Bei den Olympischen Spielen 1992 in Barcelona belegte die Mannschaft den zehnten Platz. Insgesamt – DDR und gesamtdeutsch zusammengenommen – trat der nur 1,73 m große Winselmann in 234 Länderspielen an, in denen er 483 Tore erzielte.
Von 2005 bis zum 2. November 2009 war Winselmann Trainer des Oranienburger Handball Clubs, mit dem er 2008 in die Regionalliga Nordost aufstieg. Zwischen 2010 und 2012 trainierte er den Dresdner Verein HC Elbflorenz, der zu dieser Zeit in der Oberliga spielte. Anschließend war er dort als Nachwuchskoordinator tätig. Unter seiner Leitung stieg der HC Elbflorenz in der Saison 2011/12 in die 3. Liga auf. Die Saison 2014/15 trainierte Winselmann den schwäbischen Bezirksoberligisten TSV Gersthofen. Hauptmotiv für den Wechsel in den Amateurbereich war, dass Winselmann nach 20 Jahren Fernbeziehung dauerhaft mit seiner Frau zusammen ziehen wollte. Zur Saison 2015/16 wechselte er zum oberbayerischen Bezirksoberligisten HSG München West.